# Samsung Galaxy C9 Pro
Il Samsung Galaxy C9 Pro è uno smartphone Android dual SIM prodotto da Samsung, facente parte della serie Samsung Galaxy C.

## Caratteristiche tecniche

### Hardware
Il Galaxy C7 è uno smartphone con form factor di tipo slate, misura 162.9 x 80.7 x 6.9 millimetri e pesa 189 grammi.
Il dispositivo è dotato di connettività GSM, HSPA, LTE, di Wi-Fi dual-band 802.11 a/b/g/n/ac con supporto a Wi-Fi Direct ed hotspot, di Bluetooth 4.2 con A2DP ed LE, di GPS con A-GPS, GLONASS, BDS (in base alla regione), di NFC, di radio FM RDS e di supporto ANT+. Ha una porta microUSB con connettore USB-C 1.0 ed un ingresso per jack audio da 3.5 mm.
Il Galaxy C7 è dotato di schermo touchscreen capacitivo da 6 pollici di diagonale, di tipo S-AMOLED con aspect ratio 16:9 e risoluzione full HD 1080 x 1920 pixel (densità di 367 pixel per pollice), protetto da un vetro Gorilla Glass 4. Il frame laterale è in alluminio ed il retro è in alluminio. La batteria è da 4000 mAh e non è removibile dall'utente. Si può usufruire della ricarica rapida a 18 watt.
Il chipset è un Qualcomm Snapdragon 653, con processo di produzione a 28 nanometri e CPU octa-core. La memoria interna di tipo eMMC 5.1 è da 64 GB, mentre la RAM è di 6 GB (primo smartphone Samsung ad avere 6 GB di RAM).
La fotocamera posteriore ha un sensore CMOS da 16 megapixel, dotata di autofocus, HDR e doppio flash LED, in grado di registrare al massimo video Full HD a 30 fotogrammi al secondo, anche la fotocamera anteriore è da 16 megapixel.

### Software
Il sistema operativo è Android, in versione Marshmallow 6.0.1, aggiornabile ufficialmente fino ad Android 8.0 Oreo.
Ha l'interfaccia utente TouchWiz e l'assistente vocale S Voice.

## Commercializzazione
Il dispositivo è stato immesso sul mercato a novembre 2016.